# Фатик (област)
Фатик е една от 11-те области на Сенегал. Разположена е в западната част на страната, граничи с Гамбия и има излаз на Атлантическия океан. Столицата на областта е град Фатик. Площта на област Фатик е 6849 км², а населението ѝ е 714 392 души (по преброяване от 2013 г.). Областта се разделя на 3 департамента.